# Coupe de France Renault
Navigation
Renault Clio Cup France
La Coupe de France Renault, née sous le nom de Coupe de France Renault Gordini, était un championnat de course automobile sur circuit disputé en France. Cette série monotype faisait s'affronter des modèles de la marque Renault.
Cette compétition a donné naissance à la Clio Cup France en 2004 et a également inspiré la création de nombreux championnats Renault Clio Cup en Europe et dans le monde.

## Palmarès
| Saison                         | Champion                        | Champion                        | Champion                        |
| Saison                         | Nom                             | Voiture                         | Equipe                          |
| Coupe de France Gordini        | Coupe de France Gordini         | Coupe de France Gordini         | Coupe de France Gordini         |
| ------------------------------ | ------------------------------- | ------------------------------- | ------------------------------- |
| 1966                           | Robert Mieusset                 | Renault 8 Gordini               | Pays inconnu                    |
| 1967                           | François Laccareau              | Renault 8 Gordini               | Pays inconnu                    |
| 1968                           | Roland Trollé                   | Renault 8 Gordini               | Pays inconnu                    |
| 1969                           | Bernard Lagier                  | Renault 8 Gordini               | Pays inconnu                    |
| 1970                           | Bernard Mangé                   | Renault 8 Gordini               | Pays inconnu                    |
| 1971                           | Marc Sourd                      | Renault 12 Gordini              | Pays inconnu                    |
| 1972                           | René Metge                      | Renault 12 Gordini              | Pays inconnu                    |
| 1973                           | Jean-Pierre Gabreau             | Renault 12 Gordini              | Pays inconnu                    |
| 1974                           | Gérard Delplanque               | Renault 12 Gordini              | Pays inconnu                    |
| Coupe de France Renault 5      |                                 |                                 |                                 |
| 1975                           | Jean-Luc Rancon                 | Renault 5 LS/TS kit             | Pays inconnu                    |
| 1976                           | Yves Frémont                    | Renault 5 LS/TS kit             | Pays inconnu                    |
| 1977                           | André Bourdon                   | Renault 5 Alpine                | Pays inconnu                    |
| 1978                           | Jean-Pierre Lajournade          | Renault 5 Alpine                | Pays inconnu                    |
| 1979                           | Éric Houdeletk                  | Renault 5 Alpine                | Pays inconnu                    |
| 1980                           | Denis Derepas                   | Renault 5 Alpine                | Pays inconnu                    |
| 1981                           | Francis Canal                   | Renault 5 Alpine                | Pays inconnu                    |
| 1982                           | Manuel Carvalho                 | Renault 5 Alpine Turbo          | Pays inconnu                    |
| 1983                           | Jean-Michel Bernes              | Renault 5 Alpine Turbo          | Pays inconnu                    |
| 1984                           | Jean-Claude Dutrey              | Renault 5 Alpine Turbo          | Pays inconnu                    |
| 1985                           | Marc Ranucci                    | Renault 5 GT Turbo              | Pays inconnu                    |
| 1986                           | Michel Duvernay                 | Renault 5 GT Turbo              | Pays inconnu                    |
| 1987                           | Michel Bourgault                | Renault 5 GT Turbo              | Pays inconnu                    |
| 1988                           | Bernard Castagné                | Renault 5 GT Turbo              | Pays inconnu                    |
| 1989                           | Jean-Louis Carponcin            | Renault 5 GT Turbo              | Pays inconnu                    |
| 1990                           | Henri Lebeau                    | Renault 5 GT Turbo              | Pays inconnu                    |
| Coupe de France Renault Clio   |                                 |                                 |                                 |
| 1991                           | Patrick Bourdais                | Renault Clio 16S Cup            | Pays inconnu                    |
| 1992                           | Jean-Marc Morizet               | Renault Clio 16S Cup            | Pays inconnu                    |
| 1993                           | Frédéric Fezard                 | Renault Clio 16S Cup            | Pays inconnu                    |
| 1994                           | Christophe Sarthy               | Renault Clio 16S Cup            | Pays inconnu                    |
| 1995                           | Jean-François Poughon           | Renault Clio 16S Cup            | Pays inconnu                    |
| 1996                           | Éric Archambaud                 | Renault Clio 16S Cup            | Pays inconnu                    |
| Coupe de France Renault Mégane |                                 |                                 |                                 |
| 1997                           | Guillaume Greuet                | Renault Mégane Cup              | Pays inconnu                    |
| 1998                           | Jean-Claude Kamber              | Renault Mégane Cup              | Pays inconnu                    |
| 1999                           | Frédéric Gabillon               | Renault Mégane Cup              | Pays inconnu                    |
| 2000                           | Gilles Vannelet                 | Renault Mégane Cup              | Pays inconnu                    |
| 2001-2003                      | Compétition France non disputée | Compétition France non disputée | Compétition France non disputée |
| Source,                        |                                 |                                 |                                 |